# Хобсон, Мэри (кёрлингистка)
Мэ́ри Хо́бсон (англ. Mary Hobson) — американская кёрлингистка.
В составе женской сборной США участница чемпионата мира 1988 (заняли седьмое место). Чемпионка США среди женщин.
Играла на позиции первого.

## Достижения
- Чемпионат США по кёрлингу среди женщин: золото (1988).

## Команды
| Сезон   | Четвёртый    | Третий       | Второй     | Первый      | Турниры                        |
| ------- | ------------ | ------------ | ---------- | ----------- | ------------------------------ |
| 1987—88 | Нэнси Лэнгли | Нэнси Пирсон | Лесли Фрош | Мэри Хобсон | ЧСШАЖ 1988 · ЧМ 1988 (7 место) |

(скипы выделены полужирным шрифтом)